# Аорта
Ао́рта (лат. aorta, др.-греч. ἀορτή) — самый большой непарный артериальный сосуд большого круга кровообращения. Аорту подразделяют на три отдела: восходящую часть аорты, дугу аорты и нисходящую часть аорты, которая, в свою очередь, делится на грудную и брюшную части.
С 2024 года классифицируется как отдельный орган в рекомендациях «Европейской ассоциации кардиоторакальной хирургии» и «Обществе торакальных хирургов США».

## Описание
Восходящая часть аорты выходит из левого желудочка сердца позади левого края грудины на уровне третьего межреберья; в начальном отделе она имеет расширение — луковицу аорты (25—30 мм в поперечнике). В месте расположения клапана аорты на внутренней стороне аорты имеется три синуса. Каждый из них находится между соответствующей полулунной заслонкой и стенкой аорты. От начала восходящей части аорты отходят правая и левая коронарные артерии. Восходящая часть аорты лежит позади и отчасти справа от лёгочного ствола, поднимается вверх и на уровне соединения 2 правого реберного хряща с грудиной переходит в дугу аорты (здесь её поперечник уменьшается до 21—22 мм).
Дуга аорты поворачивает влево и назад от задней поверхности 2 реберного хряща к левой стороне тела 4 грудного позвонка, где переходит в нисходящую часть аорты. В этом месте имеется небольшое сужение — перешеек. К передней полуокружности аорты с правой и левой её сторон подходят края соответствующих плевральных мешков. К выпуклой стороне дуги аорты и к начальным участкам отходящих от неё крупных сосудов (плечеголовной ствол, левые общая сонная и подключичная артерии) прилежит спереди левая плечеголовная вена, а под дугой аорты начинается правая лёгочная артерия, внизу и чуть левее — бифуркация лёгочного ствола. Сзади дуги аорты находится бифуркация трахеи. Между нагнутой полуокружностью дуги аорты и лёгочным стволом или началом левой лёгочной артерии имеется артериальная связка. В этом месте от дуги аорты отходят тонкие артерии к трахее и бронхам. От выпуклой полуокружности дуги аорты начинаются три крупные артерии: плечеголовной ствол, левая общая сонная и левая подключичная артерии.
Нисходящая часть аорты — это наиболее длинный отдел аорты, проходящий от уровня 4 грудного позвонка до 4 поясничного, где она делится на правую и левую общие подвздошные артерии; это место называется бифуркацией аорты. Нисходящую часть аорты, в свою очередь, подразделяют на грудную и брюшную части.
Грудная часть аорты находится в грудной полости в заднем средостении. Верхний участок её расположен впереди и слева от пищевода. Затем на уровне 8—9 грудных позвонков аорта огибает пищевод слева и уходит на его заднюю поверхность. Справа от грудной части аорты располагаются непарная вена и грудной проток, слева к ней прилежит париетальная плевра, у места перехода её в задний отдел левой медиастинальной плевры. В грудной полости грудная часть аорты отдаёт парные париетальные ветви; задние межреберные артерии, а также висцеральные ветви к органам заднего средостения.
Брюшная часть аорты, являясь продолжением грудной части аорты, начинается на уровне 12 грудного позвонка, проходит через аортальное отверстие диафрагмы и продолжается до уровня середины тела 4 поясничного позвонка. Брюшная часть аорты располагается на передней поверхности тел поясничных позвонков, левее срединной линии; лежит забрюшинно. Справа от брюшной части аорты находятся нижняя полая вена, спереди — поджелудочная железа, горизонтальная (нижняя) часть двенадцатиперстной кишки и корень брыжейки тонкой кишки. Брюшная часть аорты отдаёт парные париетальные ветви к диафрагме и к стенкам брюшной полости, а сама непосредственно продолжается в тонкую срединную крестцовую артерию. Висцеральными ветвями брюшной части аорты являются чревный ствол, верхняя и нижняя брыжеечные артерии (непарные ветви) и парные — почечные, средние надпочечниковые и яичниковые артерии.
Стенки артерий (свиньи, но, вероятно, и человека) обладают сегнетоэлектрическими свойствами, изменение которых может влиять на взаимодействие их с рядом веществ, например, с глюкозой или жирами.

## Строение

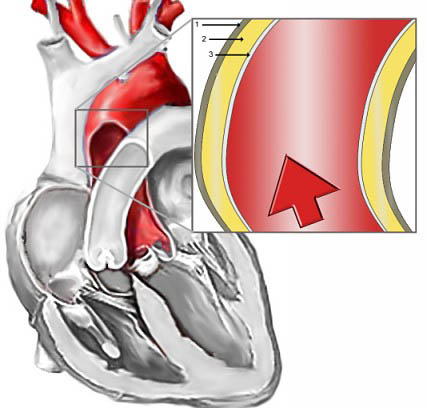
Строение аорты: 1. эластическая мембрана (внешняя оболочка или Tunica externa, 2. мышечная оболочка (Tunica media), 3. внутренняя оболочка (Tunica intima)

Аорта выстлана изнутри эндотелием, который вместе с подлежащим слоем рыхлой соединительной ткани образует внутреннюю оболочку (лат. tunica intima). Средняя оболочка (лат. tunica media) состоит из большого количества эластических окончатых мембран. Также в ней присутствует небольшое количество гладких миоцитов. Поверх средней оболочки лежит рыхлая волокнистая соединительная ткань с большим содержанием эластических и коллагеновых волокон (лат. tunica adventitia).

## Отделы и топография аорты человека

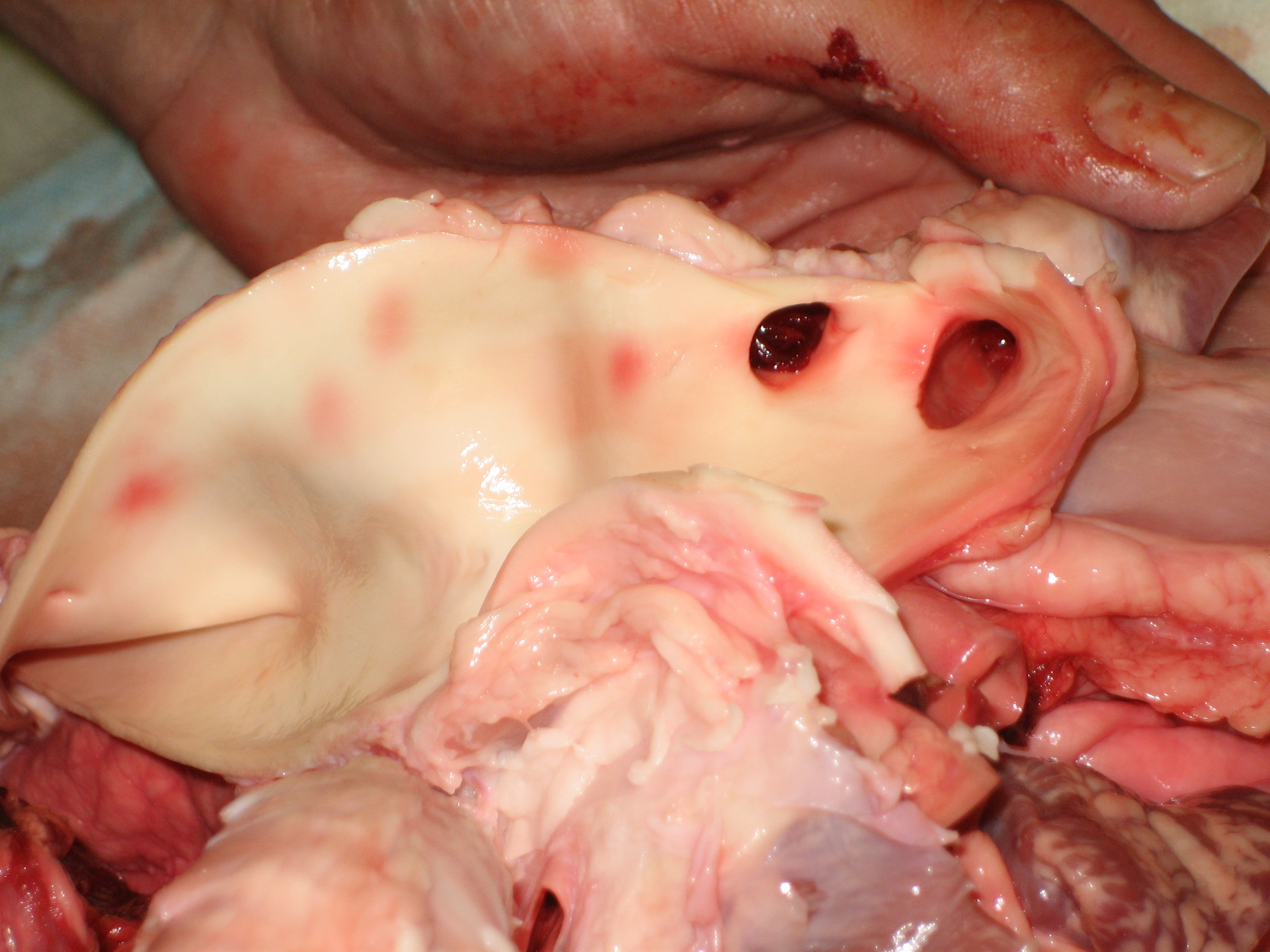
Показан разрез аорты свиньи с несколькими отходящими артериями

- Восходящий отдел (лат. aorta ascendens) — начинается на уровне третьего межреберья со значительного расширения — луковицы аорты (лат. bulbus aortae). Длина этого отдела составляет около 6 см. Лежит позади лёгочного ствола (лат. truncus pulmonalis) и вместе с ним прикрыт перикардом.
- Дуга аорты (лат. arcus aortae) — располагается на уровне тел III—IV грудных позвонков и хряща II ребра справа от восходящего отдела. На уровне рукоятки грудины аорта делает изгиб сзади и налево, перекидываясь через левый главный бронх.
- Нисходящий отдел (лат. aorta descendens) — начинается на уровне IV грудного позвонка. Лежит в заднем средостении, в начале слева от позвоночного столба, постепенно отклоняясь вправо, на уровне XII грудного позвонка, располагаясь впереди от позвоночника, по срединной линии. Выделяют два отдела нисходящей аорты: грудная аорта и брюшная аорта, разделение проходит по аортальному отверстию диафрагмы (лат. hiatus aorticus). На уровне IV поясничного позвонка нисходящая часть аорты делится на свои конечные ветви — правую и левую общие подвздошные артерии, так называемая — бифуркация аорты (лат. bifurcacio aortae).

## Отходящие артерии аорты человека
- Восходящий отдел — правая и левая венечные артерии сердца (aa. coronariae dextra et sinistra).
- Дуга аорты — справа налево: плечеголовной ствол (truncus brachiocephalicus), левая общая сонная артерия (a. carotis communis sinistra), левая подключичная артерия (a. subclavia sinistra).
- Нисходящий отдел (от IV грудного позвонка до VI поясничного позвонка)
  - Грудная аорта — 1) Висцеральные ветви: перикардиальная, средостенная (ramus mediastenalis), бронхиальная (кровоснабжение надбифуркационного отдела трахеи и главных бронхов).                             2) Париетальные ветви: задние межреберные артерии (от III до XI промежутка), подреберная артерия (под XII ребром), верхние диафрагмальные артерии
  - Брюшная аорта — 1) Висцеральные парные ветви: надпочечные артерии, почечные артерии (aa. renales dextra et sinistra) и яичковые/яичниковые артерии. Висцеральные непарные ветви: чревный ствол или галлеров треножник (лат. truncus coeliacus) — к желудку, печени и селезёнке, верхняя и нижняя брыжеечные артерии (лат. aa. mesentericae superior et inferior). 2) Париетальные ветви: нижняя диафрагмальная артерия (лат. a. phrenica inferior), поясничные артерии (лат. аа. lumbales). Каждая артерия отдает дорсальную ветвь (лат. r. dorsalis) к мышцам и коже спины в области поясницы. От спинной ветви отходит спинномозговая ветвь (лат. r. spinalis), проникающая через межпозвоночное отверстие к спинному мозгу.

В случае наличия у человека пирамидальной части щитовидной железы (30 % случаев) от дуги аорты также отходит нижняя щитовидная артерия — а. thyroidea ima (вторая справа). Поэтому при проведении коникотомии и трахеостомии есть вероятность её повреждения, после чего человек медленно умирает от кровоизлияния в грудную полость.

## Заболевания аорты
- Коарктация аорты
- Аневризма аорты
  - Расслаивающая аневризма аорты
- Синдром Марфана
- Атеросклероз
- Врождённые изменения, и варианты развития аорты (двойная дуга аорты, правосторонняя дуга аорты)
- Аортит